# Чантальвэгыргын
Чантальвэгыргын (Чаантальвэгыргын, Чантальвээргын) — река на Дальнем Востоке России, протекает по территории Иультинского района Чукотского автономного округа. Левый приток реки Экитыки. Длина — 222 км, площадь бассейна 6620 км². Течёт на северо-восток, затем на восток.
Название в переводе с чукотского — «пересекающая путь к чаунцам». Впервые нанесена на карту И. Биллингсом в 1792 году.
Режим стока характеризуется весенним половодьем и несколькими дождевыми подъёмами в конце лета. Вскрытие реки, ледоход и весеннее половодье проходят в течение июня. В июле вода в русле реки прогревается до +13 °C. Ледостав в начале октября. В верховьях реки течение быстрое, в низовьях река спокойная, извилистая (до 30 метров в ширину и от 0,3 до 1 метра глубиной). Берега болотистые.
Высота истока — 1127,3 м нум, высота устья — 119 м.

## Притоки
Объекты перечислены по порядку от устья к истоку.
- 4 км: река без названия
- 8 км: река без названия
- 14 км: Икулиннимкен
- 16 км: Мымлереннет
- 20 км: Безымянная
- 21 км: река без названия
- 27 км: река без названия
- 28 км: река без названия
- 29 км: река без названия
- 40 км: река без названия
- 40 км: река без названия
- 44 км: река без названия
- 48 км: река без названия
- 49 км: Мал. Чантальвеергын
- 58 км: Заросшая
- 65 км: Перекатный
- 66 км: Стремительный
- 74 км: Прозрачная
- 80 км: Зелёная
- 91 км: Чануан
- 96 км: Телеакай
- 108 км: Стойбищная
- 117 км: Охотничья
- 123 км: Узкая
- 125 км: Бурливый
- 142 км: Чистый
- 157 км: Встречная
- 169 км: Межгорная
- 178 км: река без названия
- 197 км: Галечниковый
- 200 км: река без названия
- 202 км: Надежный